# Roland Garros 2017 (rolstoelvrouwendubbel)
Op Roland Garros 2017 speelden de rolstoelvrouwen de wedstrijden in het dubbelspel op vrijdag 9 en zaterdag 10 juni 2017 in het Roland-Garrosstadion in het 16e arrondissement van Parijs.

## Toernooisamenvatting
Titelverdedigsters Yui Kamiji en Jordanne Whiley hadden zich niet als team voor deze editie van het toernooi ingeschreven. Kamiji (Japan) prolongeerde haar titel samen met de Nederlandse Marjolein Buis. Whiley (VK) speelde samen met de Nederlandse Diede de Groot – zij strandden in de eerste ronde.
Het als tweede geplaatste duo Marjolein Buis en Yui Kamiji won het toernooi. In de finale versloegen zij het als eerste geplaatste Nederlandse koppel Jiske Griffioen en Aniek van Koot in twee sets. Het koppel Buis / Kamiji won eenmaal eerder een grandslamtitel, op het Australian Open 2016. Ook wonnen zij het Japan Open in mei 2011 en mei 2017, het Open de France in juni 2014 en twee toernooien in Zuid-Afrika in april 2016.

## Geplaatste teams
| Nr. | Team                           | Resultaat   | Uitgeschakeld door        |
| --- | ------------------------------ | ----------- | ------------------------- |
| 1.  | Jiske Griffioen Aniek van Koot | finale      | Marjolein Buis Yui Kamiji |
| 2.  | Marjolein Buis Yui Kamiji      | winnaressen | winnaressen               |

## Toernooischema
| Legenda | Legenda                  |
| ------- | ------------------------ |
| Q       | Qualifier                |
| WC      | Deelname via wildcard    |
| LL      | Lucky Loser              |
| r       | Opgave / trok zich terug |
| w/o     | Walk-over                |
| Alt     | Alternate                |
| SE      | Special Exempt           |
| PR      | Protected Ranking        |
| d       | Diskwalificatie          |

|  | eerste ronde | eerste ronde                      | eerste ronde              | eerste ronde | eerste ronde |                                |   | finale | finale | finale | finale | finale |
|  |              |                                   |                           |              |              |                                |   |        |        |        |        |        |
|  | 1            | Jiske Griffioen Aniek van Koot    | 6                         | 6            |              |                                |   |        |        |        |        |        |
|  |              | Sabine Ellerbrock Charlotte Famin | 4                         | 4            |              |                                |   |        |        |        |        |        |
|  |              | Sabine Ellerbrock Charlotte Famin | 4                         | 4            | 1            | Jiske Griffioen Aniek van Koot | 3 | 5      |        |        |        |        |
|  |              |                                   |                           |              |              | Jiske Griffioen Aniek van Koot | 3 | 5      |        |        |        |        |
|  |              | 2                                 | Marjolein Buis Yui Kamiji | 6            | 7            |                                |   |        |        |        |        |        |
|  |              | 2                                 | Marjolein Buis Yui Kamiji | 6            | 7            | Diede de Groot Jordanne Whiley | 5 | 1      |        |        |        |        |
|  |              |                                   |                           |              |              | Diede de Groot Jordanne Whiley | 5 | 1      |        |        |        |        |
|  | 2            | Marjolein Buis Yui Kamiji         | 7                         | 6            |              |                                |   |        |        |        |        |        |